# Mwogo (Fluss)
Der Mwogo ist ein Fluss in der Südprovinz Ruandas und ein Quellfluss des Nyabarongo.

## Verlauf
Das Quellgebiet des Mwogo liegt im Distrikt Nyamagabe in der Südprovinz von Ruanda. Von dort läuft er zunächst Richtung Nordosten durch die Distrikte Nyamagabe und Huye. Anschließend verläuft der Mwogo nach Nordwesten durch den Distrikt Nyanza. Er durchquert das Mwogo-Feuchtgebiet im Sektor Nyagisozi. Ein rechter Nebenfluss ist der Rusuli und ein linker der Rukarara. Den Distrikt Nyanza verlassend bildet der Mwogo die Grenze zwischen den Distrikten Nyamagabe und Ruhango. Schließlich fließt der Mwogo an der Grenze zur Westprovinz mit dem von Südwesten kommenden Mbinorume zusammen und bildet ab dort den Nyabarongo, der zum Flusssystem des Nils gehört.

## Nutzung
Am 28. November 2014 wurde am Mwogo der Bau eines Wasserkraftwerks fertiggestellt und durch den ruandischen Präsidenten am 5. März 2015 offiziell eingeweiht.